# Emma Terho
Emma Kristiina Terho, geb. Laaksonen, (* 17. Dezember 1981 in Washington, D.C., USA) ist eine ehemalige finnische Eishockeyspielerin, die über viele Jahre für die Espoo Blues in der Naisten SM-sarja auf der Position der Verteidigerin spielte.

## Karriere
Emma Terho begann ihre Karriere 1996 bei den Espoo Blues und belegte mit ihrer Mannschaft 1997 und 1998 jeweils den dritten Rang. 1999 gewann sie mit ihrem Team ihren ersten finnischen Meistertitel.

### College-Eishockey
2000 entschloss sie sich zu einem Wechsel nach Nordamerika und studierte zwischen 2000 und 2004 an der Ohio State University. Parallel spielte sie für die Buckeyes, dem Fraueneishockey-Team der Universität, in der WCHA, einer Liga der NCAA. 2002 wurde sie aufgrund ihrer herausragenden Spielweise in das All-America-Team gewählt und für den Patty Kazmaier Memorial Award nominiert. Ihr Anteil am Aufbau des Fraueneishockey-Programms an der Ohio State University wurde im Oktober 2008 mit einer feierlichen Ehrung gewürdigt, wobei ihre Trikotnummer #3 von der Universität gesperrt wurde.

### Finnische Meisterschaften mit Espoo Blues

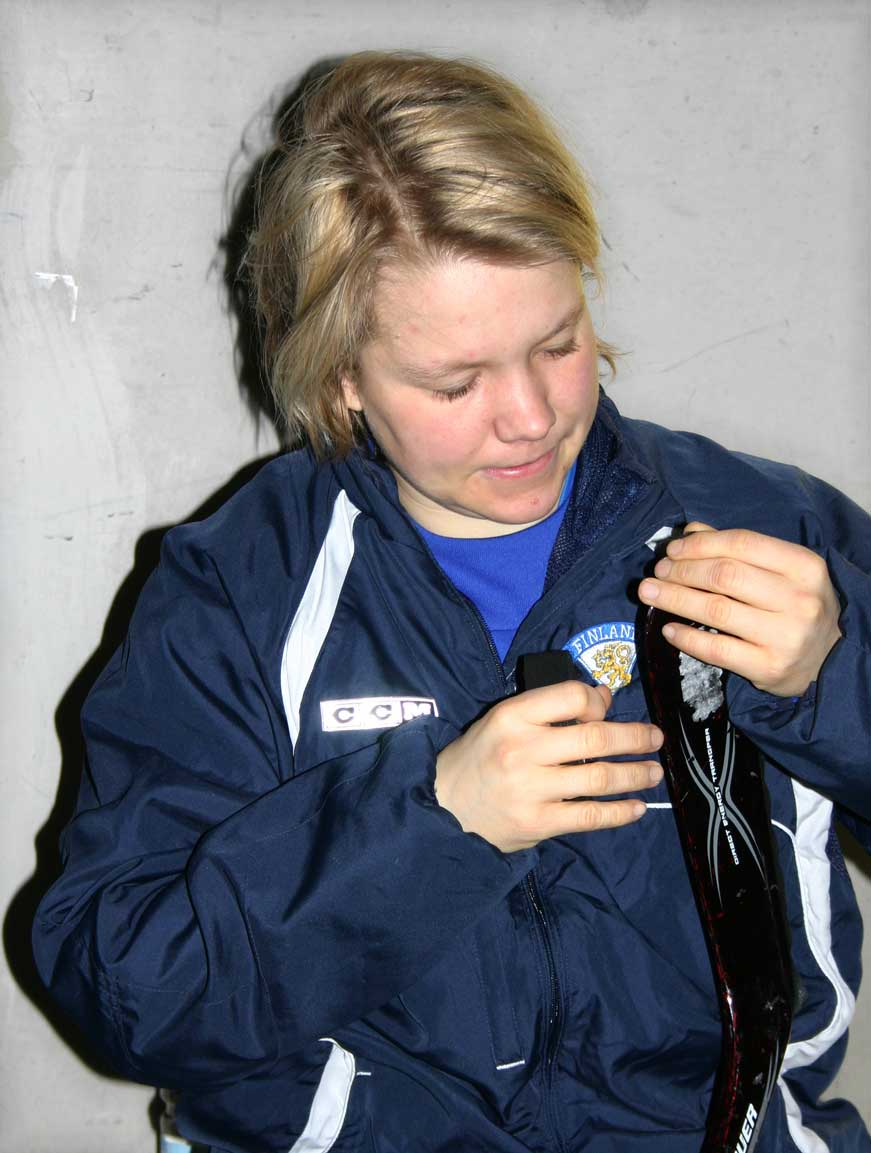
Emma Terho (2009)

Nach der Zeit an der Universität kehrte sie nach Finnland zurück, wo sie seither mit ihrem Mann und einem Sohn in Espoo wohnt. Zunächst spielte sie wieder für die Blues und war in der Saison 2006/07 Kapitänin des Teams. 2005 und 2007 gewann sie mit den Blues einen weiteren Meistertitel, während die Mannschaft 2006 den dritten Platz belegte. Während der Saison 2007/08 spielte sie für SKIF Nischni Nowgorod in der russischen Frauenmeisterschaft und gewann mit SKIF am Saisonende die russische Meisterschaft. Anschließend kehrte sie nach Espoo zurück und gewann mit den Blues 2009 und 2013 zwei weitere Meistertitel. Während der Saison 2011/12 zog sie sich zeitweise vom aktiven Sport zurück, kehrte aber während der Play-offs aufs Eis zurück.
2015 beendete sei ihre Karriere zunächst und wurde General Manager des Frauenteams der Blues. Nach dem finanziell bedingten Rückzugs des Klubs aus der Männer-Liiga und der Frauenliga, spielte Terho in der Saison 2016/17 für den Nachfolgeklub Espoo United einige Spiele in der SM-sarja.

### International
Nachdem Emma Terho zwischen 1995 und 1997 für die U22-Juniorinnen Finnlands gespielt hatte, wurde sie 1998 für die Olympischen Winterspiele 1998 in Nagano nominiert und gewann als Jüngste Spielerin der finnischen Nationalmannschaft (16 Jahre und 54 Tage) die Bronzemedaille. Damit war sie zugleich die jüngste finnische Olympiamedaillengewinnerin aller Zeiten.
Im Jahr 2000 gewann sie die Bronzemedaille bei den Weltmeisterschaften und wiederholte diesen Erfolg bei den Welttitelkämpfen 2004, 2008 und 2009. Zudem nahm sie an den Olympischen Winterspielen 2002 in Salt Lake City, 2006 in Turin und 2010 in Vancouver teil, wobei sie 2010 eine weitere Bronzemedaille gewann.
Beim Air Canada Cup 2008, den Weltmeisterschaften 2008 und 2009 sowie den Winterspielen 2010 war sie Kapitänin des Nationalteams. Zu Beginn der 2010er Jahre war Emma Terho Mitglied des Finnischen Olympischen Komitees.

### IOC-Mitgliedschaft und weitere Ämter

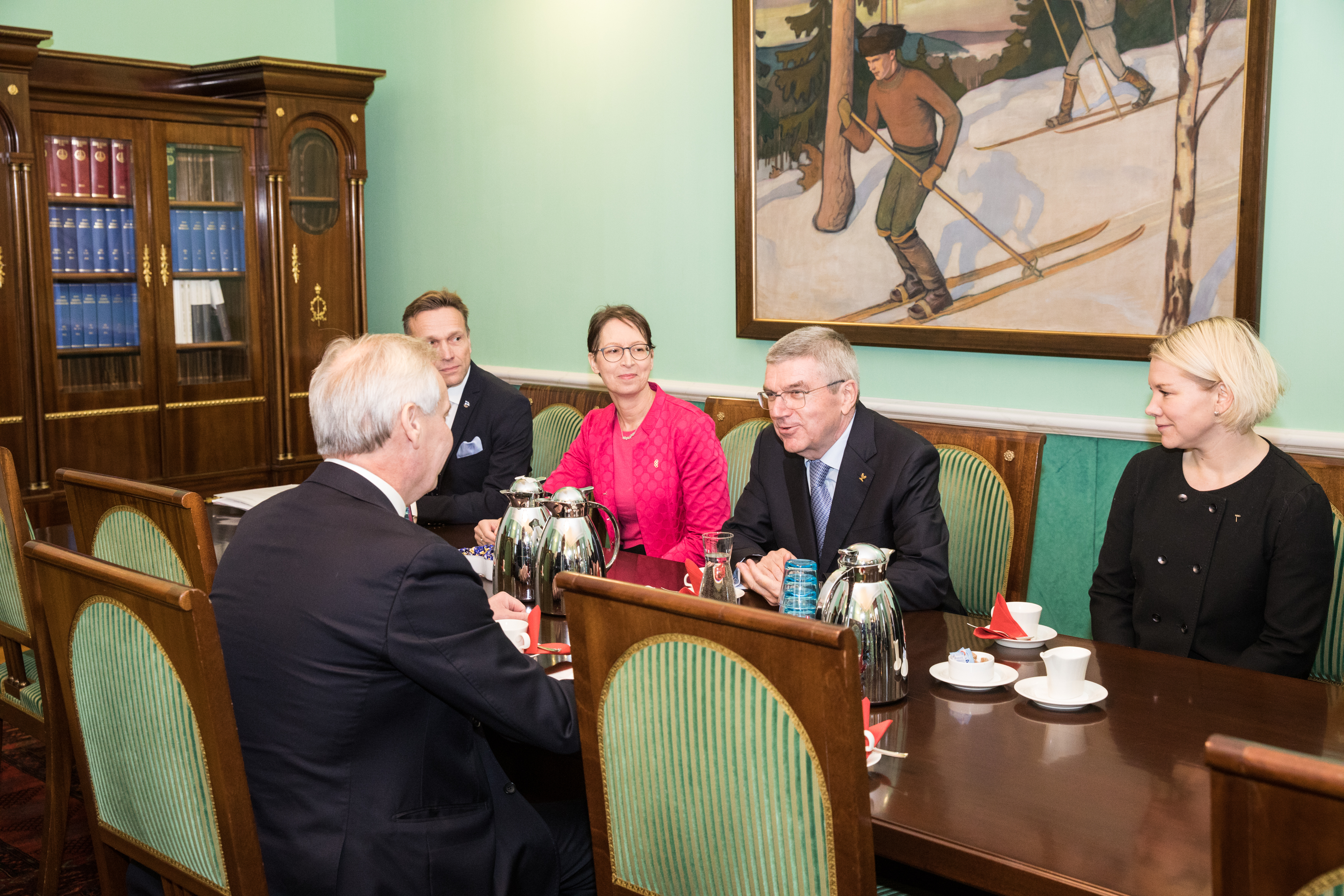
Emma Terho (re.) mit dem finnischen Premierminister Antti Rinne (li.) und Thomas Bach (Mitte) sowie Timo Ritakallio und Sari Essayah

Bei den Olympischen Winterspielen 2018 wurde Terho für acht Jahre in die Athletenkommission des Internationalen Olympischen Komitees (IOC) gewählt und ist damit auch ordentliches IOC-Mitglied.
Folgende weitere Funktionen übt(e) Emma Terho aus:
- Vorstandsmitglied des finnischen Eishockeyverbands (seit 2014)
  - Vizepräsidentin des finnischen Eishockeyverbandes (seit 2024)[4]
- Mitglied des finnischen Beirats für Sportethik (seit 2015)
- Vorsitzende der Athletenkommission des finnischen Olympischen Komitees (2016–2020); Mitglied von 2006 bis 2016
- Mitglied des Frauenkomitees des Internationalen Eishockeyverbands IIHF (seit 2016)
- Mitglied des Internationalen Olympischen Komitees (seit 2018)
  - Vorsitzende der Athletenkommission des IOC (seit 2021)[5]; Mitglied von 2018 bis 2021
  - Mitglied der Koordinierungskommission für die Olympischen Winterspiele 2022 von 2018 bis 2022
  - Mitglied der Kommission für das Olympische Programm (seit 2018)
  - Mitglied der Marketingkommission (2020–2021)
  - Mitglied der Kommission für Rechtsfragen (2019–2021)
  - Mitglied der Kommission für Olympische Solidarität (seit 2022)
- Mitglied des Stiftungsrats der Welt-Anti-Doping-Agentur (WADA, seit 2018)
  - Mitglied des Exekutivkomitees der WADA (seit 2021)

## Erfolge und Auszeichnungen
- Finnischer Meister 1999, 2000, 2005, 2007, 2009 und 2013 mit Espoo Blues
- Russischer Meister 2008 mit SKIF Nischni Nowgorod
- Second All-America Team 2002
- Spielerin des Jahres in Finnland 2002 und 2006
- Beste Verteidigerin des European Women Champions Cup 2010 und 2005

### International
- 1998 Bronzemedaille bei den Olympischen Winterspielen
- 2000 Bronzemedaille bei der Weltmeisterschaft
- 2004 Bronzemedaille bei der Weltmeisterschaft
- 2008 Bronzemedaille bei der Weltmeisterschaft
- 2009 Bronzemedaille bei der Weltmeisterschaft
- 2010 Bronzemedaille bei den Olympischen Winterspielen

## Karrierestatistik

### International
(Legende zur Spielerstatistik: Sp oder GP = absolvierte Spiele; T oder G = erzielte Tore; V oder A = erzielte Assists; Pkt oder Pts = erzielte Scorerpunkte; SM oder PIM = erhaltene Strafminuten; +/− = Plus/Minus-Bilanz; PP = erzielte Überzahltore; SH = erzielte Unterzahltore; GW = erzielte Siegtore; 1 Play-downs/Relegation; Kursiv: Statistik nicht vollständig)